# 트리니다드 토바고의 총리
트리니다드 토바고의 총리(Prime Ministers of Trinidad and Tobago)는 트리니다드 토바고의 총리이다.

## 총리 목록
- 에릭 윌리엄스: 1961년 ~ 1981년
- 조지 챔버즈: 1981년 ~ 1986년
- A.N.R. 로빈슨: 1986년 ~ 1991년
- 패트릭 매닝: 1991년 ~ 1995년 (첫 번째 임기)
- 베스도 팬데이: 1995년 ~ 2001년
- 패트릭 매닝: 2001년 ~ 2010년 (두 번째 임기)
- 캄라 퍼사드비세사: 2010년 ~ 2015년
- 키스 롤리: 2015년 ~

## 같이 보기
- 트리니다드 토바고의 대통령